# Sputnik-1 EMC/EMI laboratorní model
Sputnik 1 EMC/EMI laboratorní model je testovací model první umělé vesmírné družice Země Sputnik 1. V únoru 1957, ještě před stavbou družice Sputnik 1, vývojáři postavili 3 testovací modely pro zjištění elektromagnetické kompatibility (EMC) a optimální délky a materiálu u antén. Modely sloužily jako technologické demonstrátory před samotnou výrobou reálné družice. Vývojáři si na nich ověřili výhody kulovitého tvaru u pozdější družice Sputnik 1.
Jsou známé jen tři EMC/EMI testovací laboratorní modely družice Sputnik 1. Mají sériová čísla 001, 002 a 003. Kromě nich existují ještě pohledové makety bez vnitřní elektroniky. 

## Sputnik 1 EMC/EMI laboratorní model, číslo 001
První testovací model Sputnik 1 EMC/EMI – Lab model 001, vyrobený 15. 2. 1957, se nachází v Deutsches Technikmuseum Berlin. Pochází z bývalých sbírek ruského institutu NII-885, kde byl ředitelem konstruktér části Sputniku Dr. Mikhail Ryazansky. Při příležitosti 50 let od zahájení projektu první umělé družice Sputnik 1 byl tento první testovací model v roce 2007 vystaven v Deutsches Technikmuseum Berlin pro veřejnost.

## Sputnik 1 EMC/EMI laboratorní modely, čísla 002 a 003
- Pořadová čísla dalších testovacích modelů Sputnik 1 EMC/EMI Lab model: 002, 003.
- Rok výroby: 1957.
- Výrobce: OKB-1 a NII-885 (vedoucí týmu Dr. Mikhail Ryazansky[1]).
- Dne 20. července 2016 byl testovací EMC/EMI model družice Sputnik 1 s pořadovým číslem 003 prodán v dražbě pořádané aukční síní Bonhams[2] v New Yorku za 220 000 dolarů.[3] Vydražený testovací model v Bonhams má stále funkční vysílač a čtyři antény.
- Sériová čísla 002 a 003 se nacházejí v soukromých sbírkách[4], oba modely vydražila aukční síň Bonhams v New Yorku.

## Dvě pohledové makety Sputnik 1
Kromě funkčních laboratorních EMC/EMI modelů 001, 002 a 003 existují ještě dvě pohledové makety modelů, které však neobsahují žádnou aktivní vysílačku ani elektroniku. Pohledové makety jsou nyní údajně ve sbírkách v Moskvě a v Seattle.